# Джефферсон (округ, Орегон)
Округ Джефферсон (англ. Jefferson County) располагается в США, штате Орегон. По состоянию на 2010 год, численность населения составляла 21 720 человек. Получил своё название по имени третьего президента США Томаса Джефферсона.

## География
По данным Бюро переписи США, общая площадь округа равняется 4639 км², из которых 4613 км² суша и 26 км² или 0,58 % это водоёмы.

### Соседние округа
- Уилер (Орегон) — восток
- Крук (Орегон) — юг
- Дешут (Орегон) — юг
- Линн (Орегон) — запад
- Марион (Орегон) — северо-запад
- Уоско (Орегон) — север

## Демография
По данным переписи населения 2000 года в округе проживает 19 009 жителей в составе 6 727 домашних хозяйств и 5 166 семей. Плотность населения составляет 4 человека на км². На территории округа насчитывается 8 319 жилых строений, при плотности застройки 2 строения на км². Расовый состав населения: белые — 68,98 %, афроамериканцы — 0,26 %, коренные американцы (индейцы) — 15,68 %, азиаты — 0,30 %, гавайцы — 0,22 %, представители других рас — 11,32 %, представители двух или более рас — 3,23 %. Испаноязычные составляли 17,74 % населения.
В составе 35,60 % из общего числа домашних хозяйств проживают дети в возрасте до 18 лет, 60,50 % домашних хозяйств представляют собой супружеские пары проживающие вместе, 10,50 % домашних хозяйств представляют собой одиноких женщин без супруга, 23,20 % домашних хозяйств не имеют отношения к семьям, 18,60 % домашних хозяйств состоят из одного человека, 6,90 % домашних хозяйств состоят из престарелых (65 лет и старше), проживающих в одиночестве. Средний размер домашнего хозяйства составляет 2,80 человека, и средний размер семьи 3,16 человека.
Возрастной состав округа: 29,80 % моложе 18 лет, 7,70 % от 18 до 24, 26,90 % от 25 до 44, 23,20 % от 45 до 64 и 12,40 % от 65 и старше. Средний возраст жителя округа 35 года. На каждые 100 женщин приходится 101,90 мужчин. На каждые 100 женщин старше 18 лет приходится 100,80 мужчин.
Средний доход на домохозяйство в округе составлял 35 853 USD, на семью — 39 151 USD. Среднестатистический заработок мужчины был 31 126 USD против 22 086 USD для женщины. Доход на душу населения был 15 675 USD. Около 10,40 % семей и 14,60 % общего населения находились ниже черты бедности, в том числе — 22,20 % молодежи (тех кому ещё не исполнилось 18 лет) и 5,90 % тех кому было уже больше 65 лет.